# Hans Gschnitzer
Hans Gschnitzer (* 19. Jänner 1938 in Hötting, Innsbruck; † 23. Oktober 2013 ebenda) war ein österreichischer Volkskundler und Museumsleiter.

## Leben
Gschnitzer studierte Volkskunde und Geographie. Er arbeitete in der Kulturabteilung der Tiroler Landesregierung zu Angelegenheiten der Volkskultur und betreute die Heimatmuseen. Von 1980 bis 2003 war er Leiter des Tiroler Volkskunstmuseums.

## Publikationen
- Mitarbeit beim Dehio Tirol 1980
- Essen und Trinken, Feuer und Licht. Band 1, Katalog, Tiroler Volkskunstmuseum, Haymon, Innsbruck 1983.
- mit Heinz Mantl, Helmut Mantl: Museum Tiroler Bauernhöfe. 3. erweiterte Auflage, Museumsführer, Kramsach-Mosen 1984.
- mit Franz Colleselli, Otto Vogth, Hans Knapp: Tiroler Bauernmöbel. 6. überarbeitete Auflage, Tyrolia-Verlag, Innsbruck 1985, ISBN 3-7022-1554-9.
- mit Paul Werner (Hrsg.): Das Bundwerk. Eine alte Zimmermannstechnik. Konstruktion, Gestaltung, Ornamentik. Callwey, München 1985, ISBN 3-7667-0761-2.
- Stuben, Öfen, Hausmodelle. Band 2, Katalog, Tiroler Volkskunstmuseum, Haymon, Innsbruck 1986.
- Mitarbeit beim Dehio Salzburg 1986
- mit anderen: Zillertaler Alpen. Olympia-Verlag, Nürnberg 1991.
- mit Sebastian Marseiler, Guido Mangold: Die Stube. Ein Platz für alle Tage. Edition Raetia, Bozen 2002.[2]